# VAMPS LIVE 2015 BLOODSUCKERS
『VAMPS LIVE 2015 BLOODSUCKERS』（ヴァンプス ライヴ にせんじゅうご ブラッドサッカーズ）は日本のロックユニット、VAMPSのライヴビデオ。2015年12月9日発売。発売元はユニバーサルミュージック内のレーベル、Delicious Deli Records。

## 解説
前作『VAMPS LIVE 2014-2015』以来約5ヶ月ぶり9作目となる映像作品のリリース。
本作品は、VAMPSが2014年10月に発表した3rdアルバム『BLOODSUCKERS』を引っ提げて、アリーナ規模の会場をまわったライヴツアー「VAMPS LIVE 2015 BLOODSUCKERS」のファイナルとなるさいたまスーパーアリーナ公演の模様を収録したライヴビデオである。なお、本作に収録された公演はVAMPSにとって約4年ぶりのアリーナツアーであり、モトリー・クルーのベーシストであるニッキー・シックスが主導するプロジェクト、シックス:エイ:エムのサポートアクト公演を含むアメリカでのライヴや、香港での単独公演、台北とジャカルタで開催されたライヴイベントへの出演を経て行われた、アルバム『BLOODSUCKERS』に関連するライヴツアーの集大成に位置付けられている。なお、本作に収められた公演の模様は、2015年7月19日にWOWOWでダイジェスト放送されている。
フィジカルはBlu-ray Disc及びDVDの2種類で発売されており、Blu-ray版は初回限定盤（BD）と通常盤（BD）の2形態、DVD版は完全生産限定盤（DVD）と初回限定盤（DVD）、通常盤（DVD）の3形態でリリースされた。初回限定盤にはライヴ映像に加え、アリーナツアーに密着したドキュメンタリー映像、そして64頁のブックレットが付属している。また、通常盤にはライヴ「VAMPS LIVE 2015 BEAST PARTY」のドキュメンタリー映像とアコースティックライヴの映像、初回盤とは異なる仕様の12頁のブックレットが付属している。さらに、完全生産限定盤には12頁のブックレットと、Tシャツ、マフラータオル、ナップサック、それらを梱包する特製のBOXが付属している。なお、Blu-ray版の通常盤はUNIVERSAL MUSIC STORE限定で、HYDEとK.A.Zのバブルヘッドフィギュアを付けたUNIVERSAL MUSIC STORE仕様バージョンが販売されている。

## 収録曲
SE. REINCARNATION
1. ZERO
2. LIPS
3. REDRUM
4. REVOLUTION II
5. REPLAY
6. GET AWAY
7. DAMNED
8. EVIL
9. VAMPIRE'S LOVE
10. GHOST
11. AHEAD
12. ANGEL TRIP
13. LOVE ADDICT
14. BLOODSUCKERS
15. MIDNIGHT CELEBRATION
16. THE JOLLY ROGER
17. INSIDE MYSELF
18. DEVIL SIDE
19. SEX BLOOD ROCK N' ROLL
- 初回限定盤：ARENA TOUR 2015 DOCUMENTARY
- 完全生産限定盤,通常盤：BEAST PARTY DOCUMENTARY & ACCOUSTIC LIVE映像